# 何小慧
何小慧（英語：Stella Ho Siu Wai），香港女性電視節目監製，現為無綫電視非戲劇節目監製及經理。

## 簡歷
何小慧於2005年加入無綫電視，任職電視節目監製，代表作品為《香港小姐競選》、《歡樂滿東華》、《星光熠熠耀保良》、《萬眾同心公益金》和《荃加福祿壽》等。她其後升任無綫電視非戲劇節目監製及經理，主要負責製作特備、清談及回顧、幽默及遊戲等類型節目；2018年曾以《藝壇瑰寶白雪仙》令粵劇名伶白雪仙在《2018紐約國際電視電影節》中獲得「人物傳記組別銅獎」，同時讓無綫電視歷來獎項數目增至579個。

## 監製作品（無綫電視）
特備節目（2000年代至今）
- 香港小姐競選（2005 - 2006、2010 - 2011、2018、2021、2022）
- 萬眾同心公益金（2009 - 2019）
- 香港先生選舉（2009）
- 無綫電視節目巡禮（2009、2018）
- 國泰航空新春國際匯演之夜（2010）
- 邵逸夫獎（2010 - 2019）
- 龍福齊天慶新春、新春馬到慶豐年、羊羊得意過新年、靈猴獻瑞賀新禧、雞年唱旺報新春、靈犬獻瑞迎新歲、富貴金豬賀肥年、金鼠賀歲迎新春（2012、2014 - 2020）
- 歡樂滿東華／善心滿東華（2012 - 2019）
- 國際中華小姐競選（2013 - 2019）
- 無綫電視台慶亮燈儀式（2014）
- 星光熠熠耀保良（2017 - 2020）
- 汪明荃50周年世紀盛宴（2017）

清談及回顧節目
- 拾年
- 我的2009
- 細說新馬
- 藝壇瑰寶白雪仙
- 最佳男主角
- 最佳女主角
- 燭光晚餐
- 最佳拍檔
- 諸朋好友
- 單對單

幽默及遊戲節目
- 荃加福祿壽
- 荃加福祿壽玩轉台慶
- Sunday扮嘢王
- Sunday靚聲王
- Sunday好戲王
- 我愛香港
- 最緊要好玩
- 娛樂大家
- 開心大綜藝
- 死因有可疑

真人秀節目
- 迎海尋珍奪寶
- 反斗紅星放暑假

電視劇
- 你們我們他們

## 外部連結
- 何小慧的Facebook專頁